# Bloomington (condado de Grant, Wisconsin)
Bloomington es un pueblo ubicado en el condado de Grant en el estado estadounidense de Wisconsin. En el Censo de 2010 tenía una población de 350 habitantes y una densidad poblacional de 3,39 personas por km².

## Geografía
Bloomington se encuentra ubicado en las coordenadas 42°52′35″N 91°0′20″O / 42.87639, -91.00556. Según la Oficina del Censo de los Estados Unidos, Bloomington tiene una superficie total de 103.27 km², de la cual 93.95 km² corresponden a tierra firme y (9.02%) 9.31 km² es agua.

## Demografía
Según el censo de 2010, había 350 personas residiendo en Bloomington. La densidad de población era de 3,39 hab./km². De los 350 habitantes, Bloomington estaba compuesto por el 95.71% blancos, el 0% eran afroamericanos, el 0% eran amerindios, el 0% eran asiáticos, el 0% eran isleños del Pacífico, el 3.71% eran de otras razas y el 0.57% pertenecían a dos o más razas. Del total de la población el 4.86% eran hispanos o latinos de cualquier raza.